# Juncus subcaudatus
Juncus subcaudatus är en tågväxtart som först beskrevs av Georg George Engelmann, och fick sitt nu gällande namn av Frederick Vernon Coville och Sidney Fay Blake. Juncus subcaudatus ingår i släktet tåg, och familjen tågväxter. Inga underarter finns listade i Catalogue of Life.